# Будинок Полтавського генерал-губернатора
Будинок Полтавського генерал-губернатора — пам'ятка історії, мистецтва та архітектури у Полтаві, що розташовується у західному секторі Круглої площі між вулицями Лідова і Соборності.

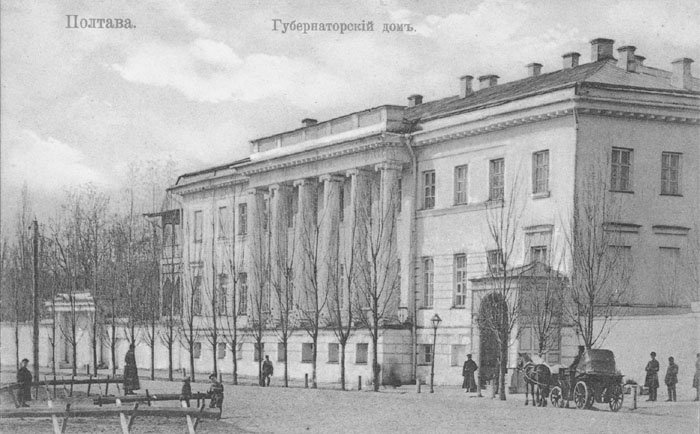
Будинок Полтавського генерал-губернатора, початок XX століття

Будівля збудована у 1808–1811 роках в стилі класицизму за типовим проектом 1803 року архітектора Адріяна Захарова. Перебудований у 1840-х роках за проектом губернського архітектора Рибіна: влаштовано парадний вхід на головному фасаді, добудовано дворові ризаліти. Мурована, триповерхова, П-подібна у плані, фланкована цегляним муром з двома брамами. Найбільша серед трьох будинків губернаторів. Головний фасад симетричний, акцентований шестиколонним портиком іонічного ордера, що спирається на виступ цокольного поверху. Портик завершено горизонтальним аттиком. Первісне планування було анфіладним. Будинок Полтавського генерал-губернатора — не тільки важливий елемент архітектурного ансамблю площі, але й одна з найдовершеніших пам'яток зрілого класицизму в Україні.
До 1856 року у будинку містилася канцелярія генерал-губернаторів.
У 1816–1834 роках цю посаду обіймав Микола Григорович Рєпнін-Волконський (1778—1845) — російський державний діяч і дипломат, учасник Вітчизняної війни 1812 року, генерал від кавалерії, князь. За його участю у Полтаві було відкрито Полтавський інститут шляхетних дівчат і Полтавську школу садівництва. Запропонував заснувати Полтавський кадетський корпус. Сприяв звільненню з кріпацтва Михайла Щепкіна, підтримував стосунки з Іваном Котляревським. Допомагав Дмитру Бантиш-Каменському у справах, пов'язаних з виданням «Історії Малої Росії».
Начальником канцелярії князя Рєпніна у 1816–1822 роках служив учасник декабристського руху Михайло Новіков, родич російського просвітителя і письменника Миколи Новікова. У 1818–1821 роках в канцелярії працював Матвій Муравйов-Апостол. У різні часи у будинку генерал-губернатора бували декабристи Володимир Раєвський, Сергій та Іполит Муравйови-Апостоли, Михайло Бестужев-Рюмін, Павло Пестель, Михайло Лунін, Семен Капніст та інші; неодноразово старшого брата відвідував Сергій Волконський.
У 1917 році у будинку відбувся 1-й губернський з'їзд Рад. У 1920-х роках в ньому розміщався дитячий технікум імені Володимира Леніна, у 1930-х роках — школа міліції. Зруйнований у 1943 році, відбудований з переплануванням у 1959—1960 роках за проектом архітектора Віталія Пасічного. Нині у будинку Полтавська обласна Рада профспілок.